# Papiamenta
Papiamenta är ett släkte av spindlar. Papiamenta ingår i familjen dallerspindlar.
Kladogram enligt Catalogue of Life:
| Papiamenta | \| \| Papiamenta levii \| \| \| \| \| \| Papiamenta savonet \| \| \| \| |
|            | \| \| Papiamenta levii \| \| \| \| \| \| Papiamenta savonet \| \| \| \| |
|            | Papiamenta levii                                                        |
|            |                                                                         |
|            | Papiamenta savonet                                                      |
|            |                                                                         |